# József Patai
József Patai, József Klein, hebr. יוסף פטאי (ur. 5 stycznia 1882 w Gyöngyöspata na Węgrzech, zm. 20 lutego 1953 w Giwitajim w Izraelu) – węgierski poeta, tłumacz, dziennikarz i aktywista pochodzenia żydowskiego. Był jednym z czołowych reprezentantów syjonizmu na Węgrzech. Jego prace literackie i publicystyczne oraz działalność społeczna wywarły duży wpływ na świadomość narodową węgierskich Żydów.
Pochowany został na cmentarzu Nahalat Yitzhak w Tel-Awiwie. Od jego nazwiska pochodzi ulica w miejscowości Giwitajim w Izraelu, przy której mieszkał.

## Życie
Urodził się jako József Klein w rodzinie ortodoksyjnych Żydów, w małej chasydzkiej wiosce Gyöngyöspata, od której później przejął później nazwisko Patai. Jego ojciec Mosze Klein (משה קליין) był właścicielem sklepu spożywczego oraz nauczycielem Talmudu, zwolennikiem nauki cadyka z Bełza a później także cadyka z Satmaru. Dorastanie w małej wiosce w północnej części Węgier i obserwacje życia religijnego rodziny miały duży wpływ na jego późniejszą twórczość, w której Patai zawierał elementy ludowości chasydzkiej oraz swojej wczesnej fascynacji Talmudem, co najlepiej widoczne jest w autobiografii A középső kapu (Środkowa brama), obrazującej świat, w którym się wychował – życie małej chasydzkiej wioski urozmaicone wieloma odniesieniami folklorystycznymi.
Po ukończeniu lokalnych szkół Patai rozpoczął naukę w seminarium rabinicznym w nurcie judaizmu neologicznego, zrywając tym samym z judaizmem ortodoksyjnym, w którym został wychowany. Po dwóch semestrach rzucił tam naukę, którą kontynuował na Uniwersytecie Pétera Pázmánya, uzyskując tytuł doktora w roku 1907. Rok później rozpoczął pracę w miejskiej szkole w Budapeszcie, do której uczęszczał wcześniej m.in. Theodor Herzl.
Od 1904 do 1911 roku był redaktorem czasopisma Egyenlőség (Równość), w którym zaczął publikować swoje artykuły o zabarwieniu politycznym, co kontynuował następnie w założonym przez siebie w 1911 roku czasopiśmie Múlt és Jövő (Przeszłość i Przyszłość), którym zajmował się do roku 1944, pomimo emigracji do Palestyny w roku 1939.
Na początku zamieszkał w Jerozolimie, później przeniósł się do miejscowości Giwitajim, ulokowanej niedaleko Tel Awiwu. Na jego działalność pisarską z tego okresu składają się trzytomowe wydanie jego własnych pism Miwchar Kitwei Josef Patai (1943) oraz zbiór jego wykładów z Uniwersytetu Hebrajskiego. W tym czasie zajmował się również tłumaczeniem swoich prac na język hebrajski. Jego żona Edith Patai (1889–1976) była poetką czerpiącą inspiracje z idei syjonizmu. Jego syn Ervin György Patai (później znany pod imieniem Raphael Patai) był pierwszą osobą, która uzyskała doktorat na Uniwersytecie Hebrajskim w Jerozolimie, później znanym etnologiem i pisarzem. Jego córka Eva była poetką a najmłodszy syn Gusztáv (Saul Patai) został profesorem chemii organicznej na Uniwersytecie Hebrajskim.

## Twórczość

### Poezja
Pierwszy tomik poezji Sza‘aszu‘e ‘alumim (Młodzieńcze rozrywki), który wydał w 1902 został napisany po hebrajsku, natomiast wydany w 1906 roku Babylon vizein (W wodach Babilonu) po węgiersku. Jego religijne inspiracje szczególnie uwidoczniły się w późniejszych zbiorach poezji: Templomi énekek (Pieśni synagogalne) z 1910 roku oraz Szulamit látod a lángot? (Sulamitko, czy widzisz płomień?) z 1919 roku.

### Tłumaczenia
Patai zajmował się tłumaczeniem średniowiecznej poezji żydowskiej, która publikowana była w czasopiśmie Magyar Zsidó Szemle. W roku 1909 dzięki wsparciu Ministerstwa Kultury zajmował się tłumaczeniem oryginalnych manuskryptów na uniwersytecie w Oxfordzie.

### Inne
Do innych istotnych dzieł literackich Patai należy zbiór opowieści chasydzkich Lelkek és titkok (Dusze i tajemnice) wydany pod tą nazwą w roku 1937 oraz biografia Theodora Herzla, która została przetłumaczone na hebrajski, niemiecki oraz angielski. Patai napisał także węgierską wersję liturgii na prośbę społeczności neologicznej Budapesztu.

## Działalność syjonistyczna
József Patai swoją pierwszą organizację syjonistyczną założył już podczas nauki na uniwersytecie w roku 1903 (Makabea). Ponad dwadzieścia lat później, po swojej pierwszej podróży do Palestyny, utworzył Magyar Zsidók Pro Palesztina Szövetsége, Pro-Palestyńską Organizację Węgierskich Żydów, która zrzeszała intelektualistów zainteresowanych ideami syjonistycznymi, jiszuwem oraz która wywarła duży wpływ na żydowską społeczność zainteresowaną tym ruchem.
Patai organizował coroczne wycieczki do Izraela, był zwolennikiem utworzenia państwa żydowskiego i popierał osadnictwo w Palestynie. W swoim czasopiśmie Múlt és Jövő publikował informacje i fotografie dotyczące postępów w tworzeniu państwa Izrael. Publikował tam również reportaże ze swoich podróży, które później ukazały się jako Feltámadó szentföld (Zmartwychwstanie Ziemi Świętej) w 1926 oraz Az új Palesztina útjain (Na drogach nowej Palestyny) w 1938 roku.